# Antoine Baucheron de Boissoudy
Antoine Baucheron de Boissoudy est un officier général français, né le 12 octobre 1864 à Cherbourg et mort le 17 mai 1926 à Paris. Pendant la Première Guerre mondiale, il a notamment commandé la 7e armée après l'échec de l’offensive du Chemin des Dames.

## Biographie

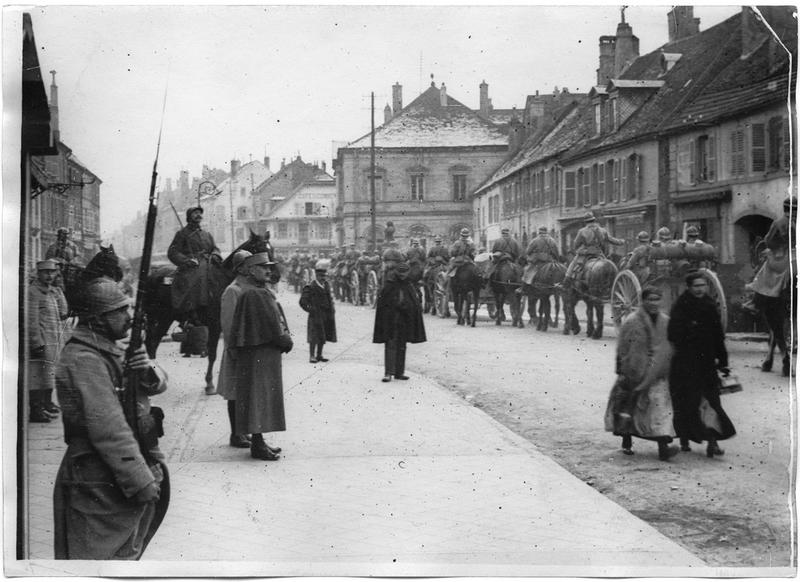
Le général regardant une de ses unités défiler à Lure en janvier 1918.

Fils de l'amiral de Boissoudy, il entre à Saint-Cyr le 27 octobre 1883 et sort en 1885 comme sous-lieutenant. Il passe par l'École supérieure de guerre en 1894-1896 et devient officier d'ordonnance du général Brault qu'il suit au fil de ses commandements jusqu'à l'État-Major général de l'armée. Il occupe ensuite les mêmes fonctions auprès du général Deckerr.
Il est chef d'état major de la 39e division d'infanterie à Toul du 10 février 1909 au 23 décembre 1912, puis de la 68e division d'infanterie du 23 décembre 1912 au 13 janvier 1914 et enfin du 21e corps d'armée du 13 janvier 1914 au 3 mars 1915 avec lequel il part en guerre au début des hostilités en août 1914.
Il est nommé chef d’état-major du détachement d’armée des Vosges le 3 mars 1915 qui devient la 7e armée le 4 avril 1915.
Le 3 décembre 1915, il reçoit enfin un commandement actif, avec la 43e division d'infanterie, qu'il exerce jusqu'au 16 octobre 1916 lorsqu'il est nommé commandant du 5e corps d'armée. Il garde ce commandement jusqu'à sa nomination le 4 mai 1917, à la suite de l'échec de l'offensive du Chemin des Dames, comme commandant de la 7e armée.
Il devient commandant de l’armée française en Belgique le 15 octobre 1918 jusqu'à l'armistice.
Après la guerre, il commande la 2e armée à partir du 27 novembre 1918 jusqu'au 11 février 1919. Il sert comme commandant de la 10e région militaire du 10 mars 1919 au 5 mars 1920 et comme commandant du 10e corps d'armée à partir du 20 septembre 1919. Il est brièvement président de la commission d’études interarmées sur le harnachement du 6 février au 28 décembre 1920.
Il est membre du conseil supérieur de la Guerre du 30 janvier 1920 au 5 décembre 1924.
Il est nommé inspecteur-général des écoles militaires le 7 février 1924, mais il est mis en disponibilité le 5 décembre et y reste jusqu'à sa mort. Il est inhumé aux Invalides.
Son fils Guy (1908-1972) va également être officier général, grand officier de la Légion d’honneur et compagnon de la Libération.
Son autre fils, Philippe, officier de la Légion d’honneur, membre de l'Association des anciens honneurs héréditaires, ingénieur en chef des services d’agriculture de la France d’Outre-mer, était un ancien de la division Leclerc.

## Affectations
- 27 octobre 1883 : École spéciale militaire de Saint-Cyr (élève-officier)
- 1er octobre 1885 :  14e bataillon de chasseurs à pied
- 1er février 1895 - 30 septembre 1896 : stagiaire à la  11e division d'infanterie
- 19 mai 1895 :  16e bataillon de chasseurs à pied
- 11 juillet 1895 :  34e régiment d'infanterie
- 6 avril 1896 :  78e régiment d'infanterie
- 31 mai 1896 :  104e régiment d'infanterie

## Grades
- 27 octobre 1883 : élève-officier de 2e classe
- 26 août 1884 : élève-officier de 1re classe
- 3 décembre 1884 : caporal
- 1er octobre 1885 : sous-lieutenant
- 29 mars 1889 : lieutenant
- 19 mai 1895 : capitaine
- 22 décembre 1906 : chef de bataillon (commandant)
- 23 décembre 1912 : lieutenant-colonel
- 1er novembre 1914 : colonel
- 25 novembre 1915 : général de brigade à titre temporaire
- 25 novembre 1916 : général de brigade à titre définitif
- 16 octobre 1916 : général de division à titre temporaire
- 26 juin 1917 : général de division à titre définitif

## Décorations
- Grand officier de la Légion d'honneur le 9 juillet 1921.
  -  Commandeur de la Légion d'honneur le 7 novembre 1918
  -  Officier de la Légion d'honneur le 28 octobre 1915
  -  Chevalier de la Légion d'honneur le 30 décembre 1908
- Croix de guerre 1914–1918
- Médaille interalliée de la Victoire
- Médaille commémorative de la guerre 1914–1918
- Grand cordon de l'ordre de Léopold ( Belgique).
- Croix de guerre ( Belgique).
- Army Distinguished Service Medal DSM ( États-Unis).
- Ordre du Bain KCB ( Royaume-Uni).
- Croix d'argent de Ordre militaire de Virtuti Militari nr 6146 ( Pologne), 1922[3]